# Barcelona (revista)

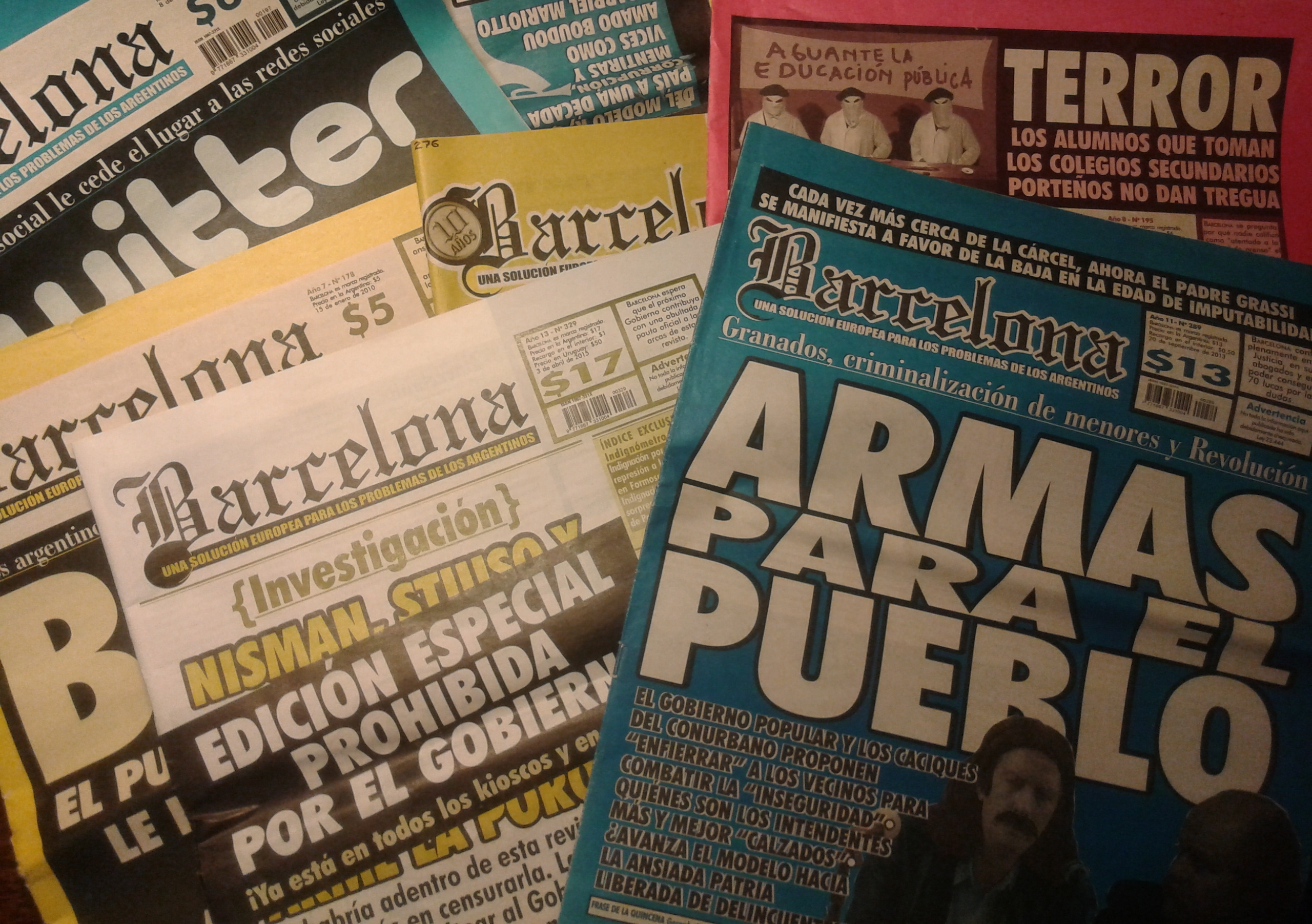
Varios ejemplares de la revista

La revista Barcelona, subtitulada Una solución europea a los problemas de los argentinos, es una revista quincenal argentina en formato de diario de periodismo satírico.
Parodia el periodismo de actualidad a través de noticias falsas cargadas de un estilo ácido e irónico, buscando dejar a la luz contradicciones ya sea de la clase política o de la sociedad misma. Desde sus redes sociales, la Revista Barcelona reproduce el humor sarcástico de la edición en papel en el mundo digital, compartiendo contenidos de la versión en papel así como contenido original para redes sociales.

La revista que más leo es Barcelona. Me parece la revista de análisis político más serio que hay en el país.
Horacio Verbitsky

## Origen
La idea original habría surgido a mediados del año 2001 en parodia del eslogan del diario Clarín: Un toque de atención para la solución argentina de los problemas argentinos y como respuesta al periodismo sensacionalista de esa época.
La revista recién se lanzaría un año y medio más tarde al conseguir financiación de forma independiente y exceptuando el periodo inicial entre septiembre de 2003 y mayo de 2004, durante el cual aparecieron de forma gratuita como suplemento de la Revista TXT, han gozado de regular circulación en el país, con una tirada de 28500 ejemplares repartidos entre la ciudad de Buenos Aires y el interior de la Argentina.
El primer número fue lanzado el 16 de abril de 2003, cuya tapa decía: «Ahora dicen que Piñón Fijo es Alfredo Yabrán». Se imprimieron 5000 ejemplares, los cuales se distribuyeron en la Ciudad de Buenos Aires y el conurbano.

## Secciones
Barcelona tiene estructura de diario, con secciones dedicadas a temas generales, como "El País", "Sociedad", "El Mundo", etc. Adicionalmente, posee secciones originales de la revista, como:
- Barceloneta: una sección con dibujos de un artista distinto cada número, acompañado de chistes escritos, generalmente en forma de listas de características
- DXT: una sección donde  presenta recortes de diarios, revistas, diarios en línea, incluso imágenes sacadas de la televisión con errores o faltas de ortografía, incoherencias o contradicciones.[9]

A eso se le debe sumar secciones a modo de suplementos especiales ante un acontecimiento coyuntural determinado, además del correo de lectores y las historietas que aparecen a lo largo de la revista. Usualmente la revista también publica, en su interior, tapas anacrónicas a modo de parodia a otro período histórico.
También incluye una contratapa acerca de un tema de actualidad. Estas cobraron tal relevancia que los directores de la revista organizan exposiciones a lo largo de todo el país para exhibirlas bajo el título de CONTRATAPA´S de Revista Barcelona.

## Formato
Cada número de Barcelona se edita en color negro más otro color que puede ser magenta, amarillo o cyan (colores base en el espacio de color CMYK, para imprenta), lo que le da a la revista un aspecto intencionadamente tosco.
Barcelona se publica cada quince días y, si bien toca en sus notas temas de actualidad, lo hace desde una perspectiva humorística, irónica y parcial. Se estructura como si fuera un diario y el tipo de papel es más parecido al de un diario que al de una revista. Sus creadores, en tanto, aclararon en una entrevista: "Que te rías es un efecto colateral, nosotros hacemos periodismo, somos periodistas".
También se encuentra disponible una biblioteca con ejemplares de la revista en versión en línea, llamada Barcelona Digital.

## Estilo
La revista parodia el periodismo de actualidad a través de noticias falsas cargadas de un estilo ácido e irónico. También la revista es conocida por poner encuestas falsas sobre temas actuales, presentando respuestas ridículas a problemas, como una publicada en junio de 2010 que sugería que para evitar el peligro de los motochorros en Buenos Aires, la gran mayoría de la gente quería que tiraran clavos miguelito en todas las esquinas.

## Críticas y controversias
El mismo estilo que les dio fama también ha llegado a provocar más de una queja y hasta amenazas por parte de gente que se sintió victimizada por el tenor de ciertos artículos.  Por ejemplo el caso del número 88, publicado el 4 de agosto de 2006, en cuya primera plana aparecen la foto de Condoleezza Rice junto con Ehud Ólmert y un titular en tamaño catástrofe diciendo:

“TOLERANCIA: Una negra y un judío deciden el destino de la humanidad".

Debido a ese número el correo de la revista se llenó de más de mil cartas de quejas por parte de judíos tanto argentinos como israelíes.
En un número posterior, el titular decía: 

“ABORTO: Cada vez más mogólicas se dejarían violar amparándose en la ley blanda”.

Según el entonces director de la revista, Pablo Marchetti, esta portada hirió la sensibilidad de familiares de personas con síndrome de down, si bien el objetivo era hacer una crítica a las posturas antiabortistas, en un contexto en que dos jueces estaban impidiendo sendos abortos a chicas con síndrome de down violadas con amenazas a los médicos.
Otro ejemplo, en el número 317 publicado el 17 de octubre de 2014, se satirizó la figura del papa Francisco:

“INSULTO AL PAPA: ¡PUTAZO!”.

La controvertida expresión hacía referencia al tema de la homosexualidad abordada por el pontífice, donde —con palabras subidas de tono— abrió el debate de una posible inclusión de los homosexuales en la Iglesia católica. Incluso, la portada de la edición fue considerada ofensiva por Facebook, el cual censuró la imagen y cerró el espacio por su “contenido inapropiado”.

### Juicio con Cecilia Pando
Cecilia Pando le inició juicio a la publicación por "daños y perjuicios", en 2020 la Corte Suprema dictaminó a favor de la revista.
Desde Barcelona, se defendieron basándose en la libertad de expresión y remarcando la defensa de Pando a los responsables de crímenes de lesa humanidad cometidos en la última dictadura militar en el país.

## Influencias
En una entrevista hecha por Canal Encuentro, Ingrid Beck (fundadora de la revista) afirma la gran influencia por parte de la revista argentina de humor satírico-político Humor.
Según algunas opiniones, Barcelona se inspiró en la revista francesa Charlie Hebdo, o el sitio inglés "Daily Mash", de similar estilo humorístico y se la ha comparado también con la revista norteamericana The Onion, aunque los redactores no sabían de esta última hasta después del lanzamiento de Barcelona[cita requerida], el formato de diario tosco y casi siempre en tricromía recuerda a la revista cordobesa argentina Hortensia.